# Te sigo amando (Lied)
Te sigo amando (span. für Ich liebe dich immer noch) ist ein Lied des mexikanischen Singer-Songwriters Juan Gabriel, das erstmals 1979 auf einer Single seiner Landsmännin Lyn May erschien. Gabriel veröffentlichte das Lied 1980 sowohl auf dem Album Ella als auch als B-Seite seiner Single Hoy Por Fin.

## Inhalt
Das Lied handelt von einer vergangenen Liebe, die der Protagonist schmerzlich vermisst und in dem er um Verzeihung bittet für alles Leid, das er ihr zugefügt hat: Perdóname, mi amor, por todo el tiempo que te amé, te hice daño. (dt. Verzeih mir, meine Liebe,  für alles, was ich dir während unseres Zusammenseins angetan habe.). Obwohl er weiß, dass die beiden nie wieder zusammen kommen werden (No importa que ya no  vuelvas jamás, conmigo; dt. Es spielt auch keine Rolle, dass du nie wieder zu mir zurückkommen wirst), ist seine Liebe ungebrochen und er wünscht ihr alles Glück der Welt: Que seas muy feliz, mientras que yo sigo amando. (dt. Dass du rundum glücklich bist, während ich dich immer noch liebe.).

## Coverversionen
Das Lied wurde unter anderem von Rocío Dúrcal, Alejandro Fernández, Natalia Jiménez, Lucero und Samo gecovert.

## Trivia
Das Lied ist Namensgeber für eine mexikanische Telenovela aus den Jahren 1996/97.